# 포카란

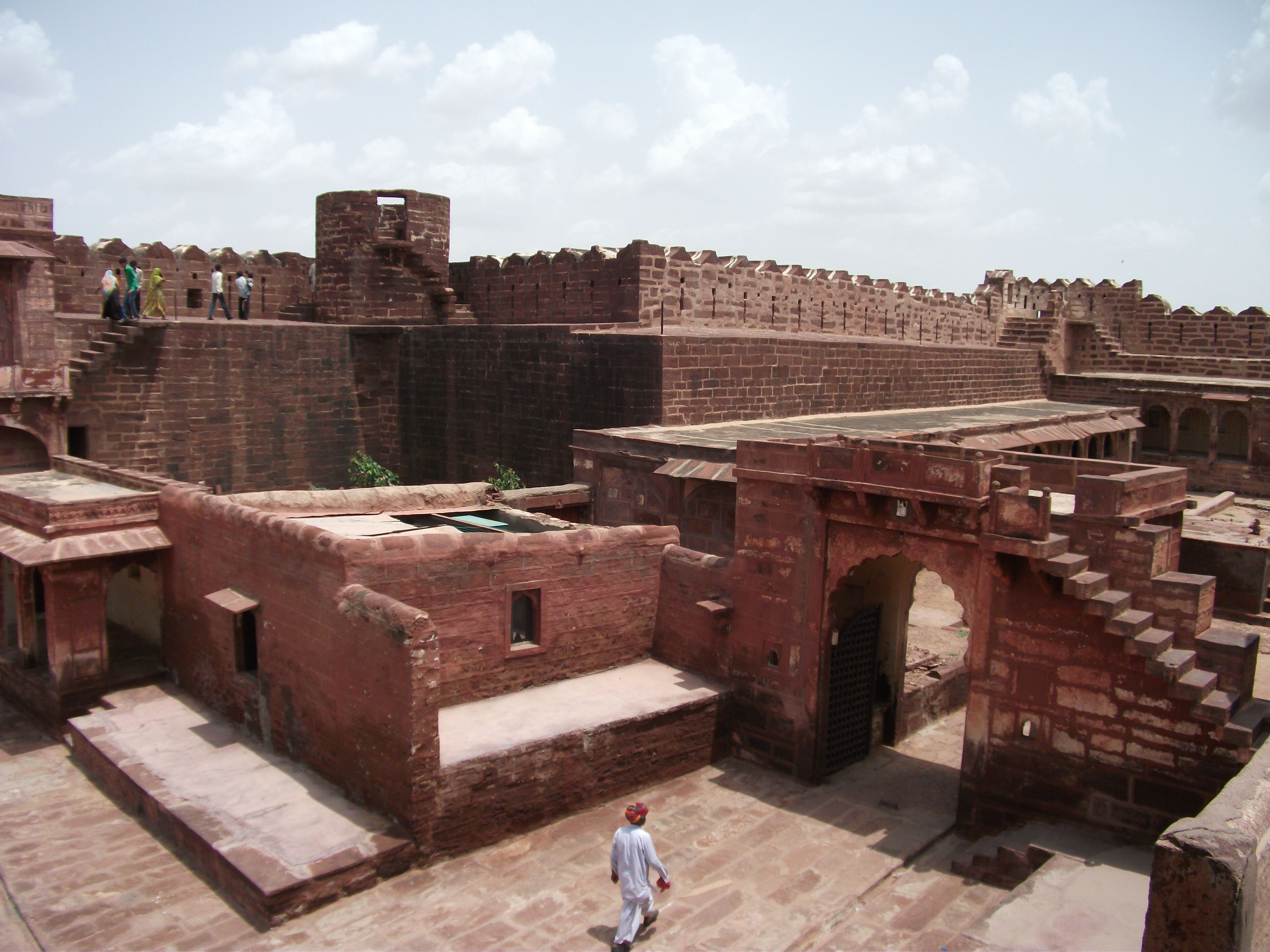
포카란 요새

포카란(영어: Pokhran, 힌디어: पोखरण)은 인도 라자스탄주의 도시로 높이는 233m, 인구는 28,457명(2011년 기준)이다. 1974년과 1998년에 이 곳에 있는 지하 핵 실험장에서 인도의 핵실험이 있었다.

## 같이 보기
- 미소짓는 부처 (인도의 1차 핵 실험)
- 포카란 2차 핵 실험 (인도의 2차 핵 실험)